# Dendronephthya gravieri
Dendronephthya gravieri is een zachte koraalsoort uit de familie Nephtheidae. De koraalsoort komt uit het geslacht Dendronephthya. Dendronephthya gravieri werd in 1910 voor het eerst wetenschappelijk beschreven door Kükenthal. 